# 杉並公会堂
杉並公会堂（すぎなみこうかいどう、Suginami Koukaidou）は、東京都杉並区荻窪にあるホールである。1957年開館。現在の公会堂は、2003年に旧公会堂を取り壊して改築し、2006年6月1日にリニューアルオープンしたものである。

## 概要
公民館・公会堂としては日本初のBOT方式のPFI事業として、大林組を代表とするグループが受注。佐藤総合計画が設計し、株式会社大林組が施工。ホールの設計は、永田音響設計による。2036年まで、京王設備サービスが運営する。
「光と風のハーモニー」をテーマに設計されており、3面の外壁を覆う半透明ガラスが柔和な印象を与える。2010年には公共建築賞優秀賞を受賞している。
杉並公会堂は、日本フィルハーモニー交響楽団のフランチャイズホールである。また、杉並区の成人式の会場に使われたり、地域の学校の入学式や卒業式をはじめとする行事にも利用されている。
2020年2月3日には、日本香堂「青雲」の発売55周年を記念したテレビCMの撮影が行われ、落語家の林家たい平が日本フィルハーモニー交響楽団による演奏で伸びやかに歌唱している（指揮は山田和樹が担当）。このCMは同年4月9日より『笑点』（日本テレビ系）などの同社提供番組以内で放映されている。

### 旧公会堂

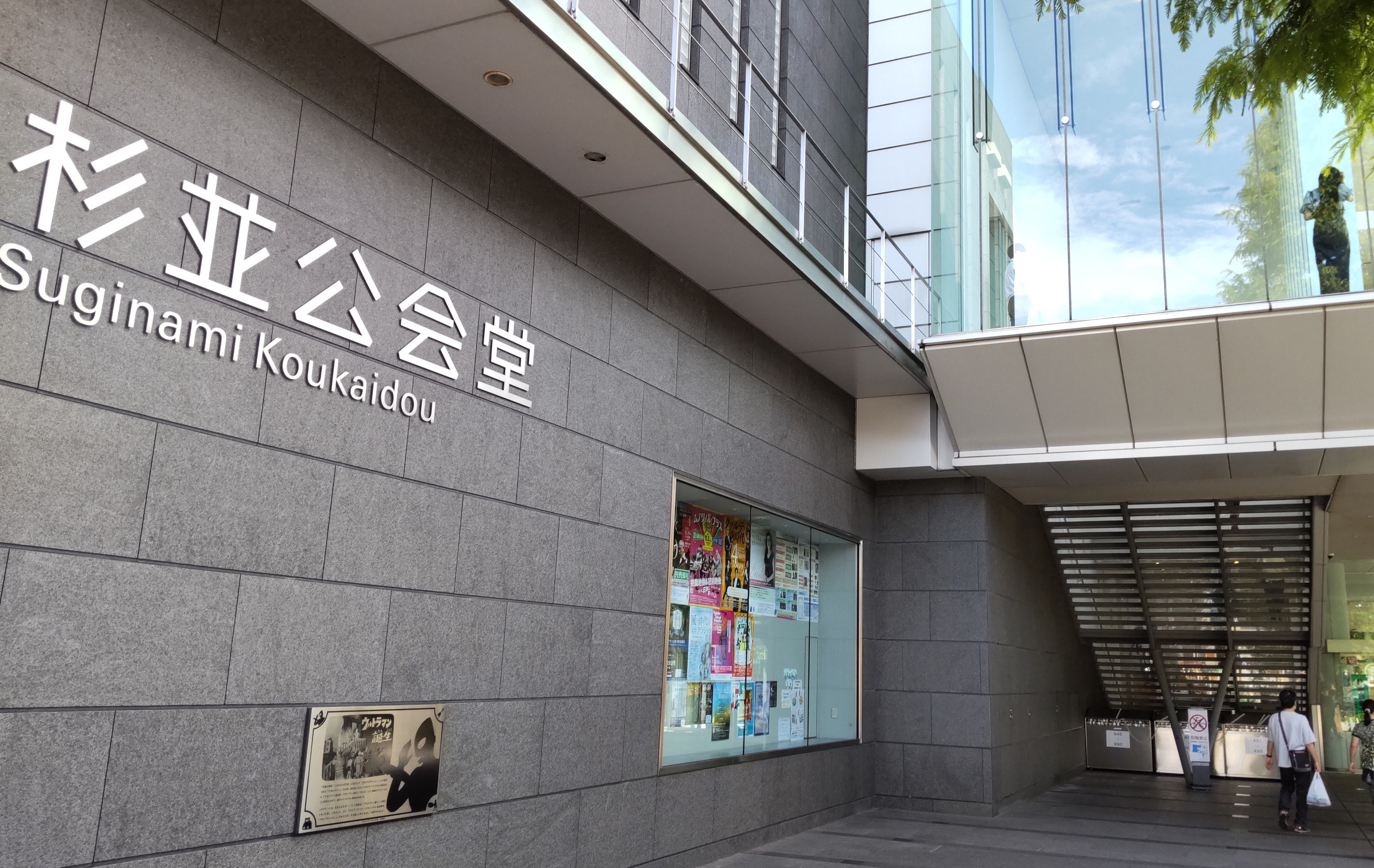
公会堂入口に設置されたウルトラマンの記念プレート

1957年に完成した旧公会堂は、杉並区の文化的シンボルとして半世紀近く区民に親しまれた。建設においては活動弁士の徳川夢声、作曲家の小松耕輔、松山バレエ団団長の清水正夫らによる専門委員会を設置。1,176席のホールを有しており、当時の東京には1,000席以上の大ホールは戦前からの日比谷公会堂しかなかった中、音響設備等が優れた最先端ホールとして「東洋一の文化の殿堂」と呼ばれた。また、レコーディング会場として作曲家の近衛秀麿や黛敏郎らが愛用した。
旧公会堂では1970年8月8日に『8時だョ!全員集合』（TBS系）の公開生放送が行われたのをはじめ、数々のテレビ番組の収録が行われていたこともある。1966年7月9日には「ウルトラマン子ども大会」が開催され、ウルトラマンが初めて一般にお披露目されたことでも知られる。その模様は「ウルトラマン前夜祭」として本放送開始の1週間前にあたる翌7月10日にテレビ放送された。建て替え後の2016年7月9・10日にはウルトラマン生誕50周年を記念したイベントが開催され、同年10月より施設入口の壁面に記念プレートが設置された。

## 施設
大ホール
地上2階・3階。最大客席数 1,190席。
本格的なクラシックコンサートを前提に設計されたホールであり、日本フィルハーモニー交響楽団の桂冠指揮者である小林研一郎からは「まったく死角のない素晴らしい響き」と評された。シューボックス型からプロセニアム型への改装も可能。可動式反響幕などの採用により、演者の好みに応じた反響の設定が可能。
小ホール
地下2階。最大客席数 194席。
舞台・客席を全面フラットとしての利用も可能。ただし消防法により最大客員数は上記と同様。
グランサロン
地下2階。定員160名。
オーケストラのリハーサルなどが可能な広さと設備を持つ練習室。
スタジオ
1階に1室、地下1階に4室あり、そのうち2室にヤマハのセミコンサートピアノを設置、2室にドラム・キーボード・PA等バンド対応の設備がある。
世界の3大ピアノと呼ばれるスタインウェイ、ベーゼンドルファー、ベヒシュタインのフルコンサートピアノがそろっている。演者の希望によりヤマハ製ピアノも含め大ホール・小ホールに関わらず利用可能。

## 所在地とアクセス
東京都杉並区上荻一丁目23番15号
- JR中央線（快速）、中央・総武線（各駅停車）、東京メトロ丸ノ内線 荻窪駅北口より徒歩7分